# قبر فاطمة الزهراء
مكان دفن فاطمة الزهراء بنت محمد رسول الله من المسائل الخلافية عند المسلمين، رأى بعضهم أنّها دفنت في مقبرة البقيع، وبعضهم قال إنّها دُفنت في بيتها. وقيل إنّها دُفنت بين قبر الرسول ومنبره، مستدلّين بقول النبي محمد : «ما بين قبري ومنبري روضة من رياض الجنة ومنبري على ترعة من ترع الجنة».

## الدفن السري
يعتقد الشيعة بأنّ فاطمة الزهراء أوصت زوجها علي بن أبي طالب بعدّة وصايا، منها أن يدفنها ليلاً ويخفي قبرها وذلك لتعبّر عن معارضتها واحتجاجها وغضبها بعد الموت، حيث ورد في الروايات أنها قالت:
وبعد وفاتها اجتمع الناس حول بيتها وهم يضجّون وينتظرون خروج الجنازة ليصلّوا عليها ويشيعوها، فخرج أبو ذر وقال : «انصرفوا فإنّ ابنة رسول الله قد اُخر إخراجها في العشية .» فتفرّق الناس، وهم يظنّون أنّ الجنازة تشيّع صباح غد .

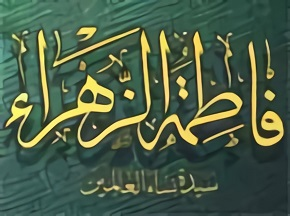
تخطيط لاسم فاطمة الزهراء.

فلمّا هدأت الأصوات ونامت العيون ومضى شطر من الليل، غسّلها وكفّنها علي بن أبي طالب وأعانته على ذلك أسماء بنت عميس، ثم صلّى عليها وكبّر خمسا ودفنها في جوف الليل وعفى قبرها ولم يحضر تشييعها ودفنها الا الإمام علي والحسنان و عمار والمقداد وعقيل والزبير وأبوذر و سلمان وبريدة ونفر من بني هاشم وخواص علي.
ثمّ حفر الإمام علي في البقيع سبعة قبوراً ـ أو أربعين حسب بعض الروايات ـ رمزية حتى لا يُعرف قبرها.
فصباح يوم التالي أقبل الناس ليشيّعوا جنازة الزهراء، فبلغهم الخبر أنّها قد دفنت البارحة سراً .
فتوجّهوا إلى البقيع، فاُشكل عليهم الأمر، ولم يعرفوا القبر الحقيقي لها، فأرادوا نبش القبور للعثور على جسدها، فخرج الإمام علي مغضباً وهو متكئ على سيفه ذي الفقار، حتى ورد البقيع وقف أمامهم بحزم وشده ومنعهم من ذلك فخلّى الناس عنه وتفرّقوا ولم يعودوا إلى ذلك. وهكذا مضت الأمور ولم يعرف أحد قبرها.

## مكان الدفن

### عند الشيعة
يعتقد الشيعة أنّ قبر فاطمة الزهراء غير معلوم، لأنّها دفنت سراً، والذين حضروا في تشييعها ودفنها لم يعلنوا عن مكان القبر .يقول الشيخ الصدوق في كتابه من لا يحضره الفقيه :
| قبر فاطمة الزهراء | «اختلفت الروايات في موضع قبر فاطمة سيدة نساء العالمين : 1. فمنهم من روى أنها دفنت في البقيع . 2. و منهم من روى أنها دفنت بين القبر والمنبر على حسب رواية الرسولﷺ قال : « ما بين قبري و منبري روضة من رياض الجنة.» لأن قبرها بين القبر والمنبر . 3. ومنهم من روى أنها دفنت في بيتها فلما وسّعت بنو أمية المسجد صار قبرها في المسجد . و قول الثالث هو الصحيح عندي. » | قبر فاطمة الزهراء |

وايضاً ذكر الشيخ الطوسي والشيخ الطبرسي هذه الأقوال الثلاثة ولكن استبعدا القول الأول واستصوبا القولين الأخيرين.
الروايات التي تقول أنّ قبرها في البقيع، لأنّ الصحابة توقّعوا قبرها في البقيع، فذهبوا إلى البقيع فوجدوا هناك عدة قبور ، ولا يدلّ هذا على كون قبرها في البقيع، لاحتمال كونه في غير البقيع. فأما القبر الذي هو معروف بقبر فاطمة في البقيع فهو قبر فاطمة بنت أسد أُمّ الإمام أمير المؤمنين حسب الحقائق التاريخية.
أمّا كون قبرها في الروضة، فهو أحد الاحتمالات على ما فهم من حديث الرسول : « ما بين قبري ومنبري روضة من رياض الجنّة .»، وذلك لأن بعض الروايات عن المعصومين توضّح بأنّ الروضة هي قبر فاطمة بنت الرسول.

### عند السنة
يعتقد أهل السنة بأنّ فاطمة الزهراء توفيت بعد أشهر بعد وفاة أبيها في المدينة و دفنت في البقيع ليلاً، وهي أول أهله لحوقا به.

## انظر ايضاً
- الأيام الفاطمية
- مظلومية الزهراء
- الخطبة الفدكية
- حادثة السقيفة